# Larry Izzo
Lawrence Alexander „Larry“ Izzo (* 26. September 1974 in Fort Belvoir, Virginia) ist ein US-amerikanischer Footballcoach und ehemaliger Footballspieler, der zurzeit Special Teams Coordinator bei den Seattle Seahawks ist.

## Karriere

### Spieler
Izzo spielte nominell die Position des Linebackers, wurde aber vor allem in den Special Teams als „Gunner“ eingesetzt. Er erzielte vier Siege im Super Bowl (drei als Spieler, einer als Coach) und nahm dreimal am Pro Bowl teil.
Nach einer unauffälligen Karriere im College Football an der Rice University wurde Izzo im NFL Draft 1994 von keinem Team ausgewählt. Der für einen regulären Linebacker klein geratene (1,78 Meter) Izzo fiel in den Special Teams so mit seinen harten Tacklings auf, dass ihn die Miami Dolphins als Free Agent in ihren 53-Mann-Kader aufnahmen. Bei den Dolphins etablierte sich Izzo als einer der besten Gunner der NFL und wurde 2000 zum ersten Mal in den Pro Bowl gewählt. Im Jahr 2001 wurde Izzo von den New England Patriots verpflichtet, wo er den Höhepunkt seiner Karriere erlebte: binnen vier Jahren gewann er drei Super Bowls (Super Bowl XXXVI, Super Bowl XXXVIII, Super Bowl XXXIX) und nahm an weiteren zwei Pro-Bowl-Spielen teil. 2007 war er Teil jenes Patriots-Teams, welches 18 Spiele in Folge gewann, aber den Super Bowl XLII gegen die New York Giants verlor. 2009 wechselte der 35-jährige Izzo zu den New York Jets und beendete danach seine Karriere. Seitdem war er Assistant-Special-Teams-Coordinator bei den New York Giants, mit denen er den Super Bowl XLVI gewann und Special-Teams-Coordinator bei den Houston Texans. Seit 2018 ist er bei den Seattle Seahawks tätig. Zunächst ebenfalls als Assistant-Special-Teams-Coordinator und seit 2020 als Special-Teams-Coordinator.
Der als Spaßvogel geltende Izzo sorgte bei einem Patriots-Vorbereitungsspiel für Aufsehen, als er als Mutprobe unbemerkt an der Seitenlinie sein großes Geschäft verrichtete. Coach Bill Belichick gab ihm als Belohnung den Football des Spiels.
Izzo ist seit 2004 mit seiner Frau Mara verheiratet.